# Epistolă
Epistola (din greacă επιστολη, epistolē, „literă”) este o specie literară care ilustrează genul liric de nuanță didactică specifică clasicismului denumind o scriere literară în versuri care respectă canonul unei scrisori, putând fi, convențional, adresată unui destinatar real sau fictiv și care se distinge printr-un conținut filosofic și atitudine satirică, operele alcătuite sub formă de scrisori ilustrând genul epistolar.
În lumea elenistică, genul epistolar s-a dezvoltat în secolul al IV-lea înainte de Hristos, implică o compoziție literară complexă, atentă, destinată unui auditoriu larg și expune un subiect polemic, o dezbatere complexă a unei anumite teme.
În lumea arabă, Abd al-Hamid Al-Katib este considerat primul care a făcut din epistolă un gen literar.
În Scrisori către fiul meu, Gabriel Liiceanu opinează că „epistola e-o stratagemă și adresantul trucat, destinatarul fiind, de fapt, cititorul”.
Autori: Grigore Alexandrescu, exemplu Epistolă către Voltaire.

## Legături externe
- „Epistolă” la DEX online